# Pierre Le Blanc (colon)
Pour les articles homonymes, voir Pierre Le Blanc.
Pierre Le Blanc, cofondateur de Pointe-de-l'Église, né vers 1720 à Grand-Pré. Il est décédé à Pointe-de-l’Église le 6 juillet 1799.